# Élections municipales de 2026 dans le Val-d'Oise
Pour un article plus général, voir Élections municipales françaises de 2026.
Les élections municipales dans le Val-d'Oise sont prévues en mars 2026. Cette page ne traite que les communes de 3 000 habitants et plus dans le Val-d'Oise.

## Résultats à l'échelle du département

### Maires sortants et maires élus
| Commune                 | Population (en 2022) | Maire sortant(e)       | Parti | Parti | Maire élu(e) | Parti | Parti |
| ----------------------- | -------------------- | ---------------------- | ----- | ----- | ------------ | ----- | ----- |
| Argenteuil              | 107 135              | Georges Mothron        |       | LR    |              |       |       |
| Arnouville              | 14 898               | Pascal Doll            |       | LR    |              |       |       |
| Asnières-sur-Oise       | 3 128                | Éric Therry            |       | LR    |              |       |       |
| Auvers-sur-Oise         | 6 820                | Isabelle Mézières      |       | DVD   |              |       |       |
| Beauchamp               | 9 506                | Françoise Nordmann     |       | DVD   |              |       |       |
| Beaumont-sur-Oise       | 9 931                | Jean-Michel Aparicio   |       | DVG   |              |       |       |
| Bessancourt             | 8 521                | Jean-Christophe Poulet |       | FD    |              |       |       |
| Bezons                  | 34 314               | Nessrine Menhaouara    |       | PS    |              |       |       |
| Bouffémont              | 6 565                | Michel Lacoux          |       | MRC   |              |       |       |
| Bruyères-sur-Oise       | 4 907                | Alain Garbe            |       | DVG   |              |       |       |
| Cergy                   | 69 578               | Jean-Paul Jeandon      |       | PS    |              |       |       |
| Champagne-sur-Oise      | 5 022                | Stéphane Carteado      |       | DVD   |              |       |       |
| Chaumontel              | 3 340                | Sylvain Saragosa       |       | REC   |              |       |       |
| Cormeilles-en-Parisis   | 27 086               | Yannick Boëdec         |       | LR-SL |              |       |       |
| Courdimanche            | 7 111                | Sophie Matharan        |       | DVG   |              |       |       |
| Deuil-la-Barre          | 22 903               | Muriel Scolan          |       | UDI   |              |       |       |
| Domont                  | 16 075               | Frédéric Bourdin       |       | DVD   |              |       |       |
| Eaubonne                | 25 934               | Marie-José Beaulande   |       | PS    |              |       |       |
| Écouen                  | 7 173                | Catherine Delprat      |       | PS    |              |       |       |
| Enghien-les-Bains       | 11 594               | Philippe Sueur         |       | DVD   |              |       |       |
| Éragny                  | 18 723               | Thibault Humbert       |       | LR-SL |              |       |       |
| Ermont                  | 29 189               | Xavier Haquin          |       | LR    |              |       |       |
| Ézanville               | 9 789                | Éric Battaglia         |       | DVD   |              |       |       |
| Fosses                  | 10 249               | Jacqueline Haesinger   |       | PCF   |              |       |       |
| Franconville            | 38 024               | Xavier Melki           |       | LR    |              |       |       |
| Frépillon               | 3 327                | Patricia Zeiss         |       | DVD   |              |       |       |
| La Frette-sur-Seine     | 4 587                | Philippe Audebert      |       | DVD   |              |       |       |
| Garges-lès-Gonesse      | 42 388               | Benoit Jimenez         |       | UDI   |              |       |       |
| Gonesse                 | 26 959               | Jean-Pierre Blazy      |       | PS    |              |       |       |
| Goussainville           | 30 952               | Abdelaziz Hamida       |       | SE    |              |       |       |
| Groslay                 | 8 378                | Patrick Cancouët       |       | DVD   |              |       |       |
| Herblay-sur-Seine       | 31 818               | Philippe Rouleau       |       | LR    |              |       |       |
| L'Isle-Adam             | 12 302               | Sébastien Poniatowski  |       | LR    |              |       |       |
| Jouy-le-Moutier         | 17 411               | Hervé Florczak         |       | DVG   |              |       |       |
| Louvres                 | 12 226               | Eddy Thoreau           |       | DVG   |              |       |       |
| Luzarches               | 4 909                | Michel Mansoux         |       | DVD   |              |       |       |
| Magny-en-Vexin          | 5 755                | Luc Puech d'Alissac    |       | DVD   |              |       |       |
| Marines                 | 3 508                | Nadine Ninot           |       | DVG   |              |       |       |
| Marly-la-Ville          | 5 852                | André Specq            |       | PCF   |              |       |       |
| Menucourt               | 6 189                | Éric Proffit-Brulfert  |       | DVG   |              |       |       |
| Mériel                  | 5 337                | Jérôme François        |       | SE    |              |       |       |
| Méry-sur-Oise           | 10 015               | Pierre-Édouard Éon     |       | LR    |              |       |       |
| Montigny-lès-Cormeilles | 22 390               | Miloud Goual           |       | DVG   |              |       |       |
| Montmagny               | 14 632               | Patrick Floquet        |       | LR    |              |       |       |
| Montmorency             | 21 677               | Maxime Thory           |       | LR    |              |       |       |
| Montsoult               | 4 095                | Silvio Biello          |       | SE    |              |       |       |
| Osny                    | 17 471               | Jean-Michel Levesque   |       | LR    |              |       |       |
| Parmain                 | 5 683                | Loïc Taillanter        |       | SE    |              |       |       |
| Persan                  | 14 348               | Valentin Ratieuville   |       | LR    |              |       |       |
| Pierrelaye              | 10 230               | Michel Vallade         |       | PCF   |              |       |       |
| Le Plessis-Bouchard     | 8 333                | Gérard Lambert-Motte   |       | LR    |              |       |       |
| Pontoise                | 31 623               | Stéphanie Von Euw      |       | LR-SL |              |       |       |
| Presles                 | 3 994                | Céline Caudron         |       | SE    |              |       |       |
| Puiseux-en-France       | 3 755                | Yves Murru             |       | LR    |              |       |       |
| Saint-Brice-sous-Forêt  | 15 209               | Virginie Prehoubert    |       | DVC   |              |       |       |
| Saint-Gratien           | 21 297               | Julien Bachard         |       | LR    |              |       |       |
| Saint-Leu-la-Forêt      | 16 047               | Sandra Billet          |       | LR    |              |       |       |
| Saint-Ouen-l'Aumône     | 25 614               | Laurent Linquette      |       | PS    |              |       |       |
| Saint-Prix              | 7 588                | Céline Villecourt      |       | LR    |              |       |       |
| Sannois                 | 26 772               | Bernard Jamet          |       | DVD   |              |       |       |
| Sarcelles               | 58 576               | Patrick Haddad         |       | PS    |              |       |       |
| Soisy-sous-Montmorency  | 18 068               | Luc Strehaiano         |       | LR    |              |       |       |
| Survilliers             | 4 154                | Adeline Roldao         |       | SE    |              |       |       |
| Taverny                 | 27 065               | Florence Portelli      |       | LR-SL |              |       |       |
| Le Thillay              | 4 575                | Patrice Gebauer        |       | DVD   |              |       |       |
| Vauréal                 | 16 079               | Raphaël Lanteri        |       | PS    |              |       |       |
| Viarmes                 | 5 509                | Olivier Dupont         |       | DVD   |              |       |       |
| Villiers-le-Bel         | 29 238               | Djida Techtach         |       | DVG   |              |       |       |

### Résultats en nombre de maires
| Partis       | Partis                               | Maires sortants | Maires élus | Évolution |
| ------------ | ------------------------------------ | --------------- | ----------- | --------- |
|              | Les Républicains                     | 18              |             |           |
|              | Divers droite                        | 14              |             |           |
|              | Les Républicains-Soyons libres       | 4               |             |           |
| Total droite | Total droite                         | 36              |             |           |
|              | Divers gauche                        | 9               |             |           |
|              | Parti socialiste                     | 8               |             |           |
|              | Parti communiste français            | 3               |             |           |
|              | Mouvement républicain et citoyen     | 1               |             |           |
| Total gauche | Total gauche                         | 21              |             |           |
|              | Union des démocrates et indépendants | 2               |             |           |
|              | Divers centre                        | 1               |             |           |
|              | Front démocrate                      | 1               |             |           |
| Total centre | Total centre                         | 4               |             |           |
|              | Sans étiquette                       | 6               |             |           |
|              | Reconquête                           | 1               |             |           |
| Total        | Total                                | 68              | 68          | -         |

## Résultats dans les communes de plus de 3 000 habitants

### Argenteuil
- Maire sortant : Georges Mothron (LR)
- 55 sièges à pourvoir au conseil municipal (population légale 2022 : 107 135 habitants)
- 3 sièges à pourvoir au conseil communautaire (Métropole du Grand Paris)

| Tête de liste            | Tête de liste    | Parti(s) | Nuance | Premier tour | Premier tour | Second tour | Second tour | Sièges | Sièges |
| Tête de liste            | Tête de liste    | Parti(s) | Nuance | Voix         | %            | Voix        | %           | CM     | CC     |
| ------------------------ | ---------------- | -------- | ------ | ------------ | ------------ | ----------- | ----------- | ------ | ------ |
|                          | Georges Mothron, | LR       |        |              |              |             |             |        |        |
|                          |                  |          |        |              |              |             |             |        |        |
| Exprimés                 |                  |          |        |              |              |             |             |        |        |
| Votes blancs             |                  |          |        |              |              |             |             |        |        |
| Votes nuls               |                  |          |        |              |              |             |             |        |        |
| Total                    | Total            | Total    | Total  |              | 100          |             | 100         | 55     | 3      |
| Absentions               |                  |          |        |              |              |             |             |        |        |
| Inscrits / participation |                  |          |        |              |              |             |             |        |        |

### Arnouville
- Maire sortant : Pascal Doll (LR)
- 33 sièges à pourvoir au conseil municipal (population légale 2022 : 14 898 habitants)
- 3 sièges à pourvoir au conseil communautaire (CA Roissy Pays de France)

| Tête de liste | Tête de liste | Parti(s) | Nuance | Premier tour | Premier tour | Second tour | Second tour | Sièges | Sièges |
| Tête de liste | Tête de liste | Parti(s) | Nuance | Voix         | %            | Voix        | %           | CM     | CC     |
| ------------- | ------------- | -------- | ------ | ------------ | ------------ | ----------- | ----------- | ------ | ------ |

### Asnières-sur-Oise
- Maire sortant : Éric Therry (LR)
- 23 sièges à pourvoir au conseil municipal (population légale 2022 : 3 128 habitants)
- 3 sièges à pourvoir au conseil communautaire (CC Carnelle Pays-de-France)

| Tête de liste | Tête de liste | Parti(s) | Nuance | Premier tour | Premier tour | Second tour | Second tour | Sièges | Sièges |
| Tête de liste | Tête de liste | Parti(s) | Nuance | Voix         | %            | Voix        | %           | CM     | CC     |
| ------------- | ------------- | -------- | ------ | ------------ | ------------ | ----------- | ----------- | ------ | ------ |

### Auvers-sur-Oise
- Maire sortante : Isabelle Mézières (DVD)
- 29 sièges à pourvoir au conseil municipal (population légale 2022 : 6 820 habitants)
- 11 sièges à pourvoir au conseil communautaire (CC Sausseron Impressionnistes)

| Tête de liste | Tête de liste | Parti(s) | Nuance | Premier tour | Premier tour | Second tour | Second tour | Sièges | Sièges |
| Tête de liste | Tête de liste | Parti(s) | Nuance | Voix         | %            | Voix        | %           | CM     | CC     |
| ------------- | ------------- | -------- | ------ | ------------ | ------------ | ----------- | ----------- | ------ | ------ |

### Beauchamp
- Maire sortante : Françoise Nordmann (DVD)
- 29 sièges à pourvoir au conseil municipal (population légale 2022 : 9 506 habitants)
- 3 sièges à pourvoir au conseil communautaire (CA Val Parisis)

| Tête de liste | Tête de liste | Parti(s) | Nuance | Premier tour | Premier tour | Second tour | Second tour | Sièges | Sièges |
| Tête de liste | Tête de liste | Parti(s) | Nuance | Voix         | %            | Voix        | %           | CM     | CC     |
| ------------- | ------------- | -------- | ------ | ------------ | ------------ | ----------- | ----------- | ------ | ------ |

### Beaumont-sur-Oise
- Maire sortant : Jean-Michel Aparicio (DVG)
- 29 sièges à pourvoir au conseil municipal (population légale 2022 : 9 931 habitants)
- 9 sièges à pourvoir au conseil communautaire (CC du Haut Val-d'Oise)

| Tête de liste | Tête de liste | Parti(s) | Nuance | Premier tour | Premier tour | Second tour | Second tour | Sièges | Sièges |
| Tête de liste | Tête de liste | Parti(s) | Nuance | Voix         | %            | Voix        | %           | CM     | CC     |
| ------------- | ------------- | -------- | ------ | ------------ | ------------ | ----------- | ----------- | ------ | ------ |

### Bessancourt
- Maire sortant : Jean-Christophe Poulet (FD)
- 29 sièges à pourvoir au conseil municipal (population légale 2022 : 8 521 habitants)
- 2 sièges à pourvoir au conseil communautaire (CA Val Parisis)

| Tête de liste | Tête de liste | Parti(s) | Nuance | Premier tour | Premier tour | Second tour | Second tour | Sièges | Sièges |
| Tête de liste | Tête de liste | Parti(s) | Nuance | Voix         | %            | Voix        | %           | CM     | CC     |
| ------------- | ------------- | -------- | ------ | ------------ | ------------ | ----------- | ----------- | ------ | ------ |

### Bezons
- Maire sortante : Nessrine Menhaouara (PS)
- 39 sièges à pourvoir au conseil municipal (population légale 2022 : 34 314 habitants)
- 8 sièges à pourvoir au conseil communautaire (CA Saint Germain Boucles de Seine)

| Tête de liste | Tête de liste | Parti(s) | Nuance | Premier tour | Premier tour | Second tour | Second tour | Sièges | Sièges |
| Tête de liste | Tête de liste | Parti(s) | Nuance | Voix         | %            | Voix        | %           | CM     | CC     |
| ------------- | ------------- | -------- | ------ | ------------ | ------------ | ----------- | ----------- | ------ | ------ |

### Bouffémont
- Maire sortant : Michel Lacoux (MRC)
- 29 sièges à pourvoir au conseil municipal (population légale 2022 : 6 565 habitants)
- 2 sièges à pourvoir au conseil communautaire (CA Plaine Vallée)

| Tête de liste | Tête de liste | Parti(s) | Nuance | Premier tour | Premier tour | Second tour | Second tour | Sièges | Sièges |
| Tête de liste | Tête de liste | Parti(s) | Nuance | Voix         | %            | Voix        | %           | CM     | CC     |
| ------------- | ------------- | -------- | ------ | ------------ | ------------ | ----------- | ----------- | ------ | ------ |

### Bruyères-sur-Oise
- Maire sortant : Alain Garbe (DVG)
- 27 sièges à pourvoir au conseil municipal (population légale 2022 : 4 907 habitants)
- 4 sièges à pourvoir au conseil communautaire (CC du Haut Val-d'Oise)

| Tête de liste | Tête de liste | Parti(s) | Nuance | Premier tour | Premier tour | Second tour | Second tour | Sièges | Sièges |
| Tête de liste | Tête de liste | Parti(s) | Nuance | Voix         | %            | Voix        | %           | CM     | CC     |
| ------------- | ------------- | -------- | ------ | ------------ | ------------ | ----------- | ----------- | ------ | ------ |

### Cergy
- Maire sortant : Jean-Paul Jeandon (PS)
- 49 sièges à pourvoir au conseil municipal (population légale 2022 : 69 578 habitants)
- 22 sièges à pourvoir au conseil communautaire (CA de Cergy-Pontoise)

| Tête de liste | Tête de liste | Parti(s) | Nuance | Premier tour | Premier tour | Second tour | Second tour | Sièges | Sièges |
| Tête de liste | Tête de liste | Parti(s) | Nuance | Voix         | %            | Voix        | %           | CM     | CC     |
| ------------- | ------------- | -------- | ------ | ------------ | ------------ | ----------- | ----------- | ------ | ------ |

### Champagne-sur-Oise
- Maire sortant : Stéphane Carteado (DVD)
- 29 sièges à pourvoir au conseil municipal (population légale 2022 : 5 022 habitants)
- 5 sièges à pourvoir au conseil communautaire (CC du Haut Val-d'Oise)

| Tête de liste | Tête de liste | Parti(s) | Nuance | Premier tour | Premier tour | Second tour | Second tour | Sièges | Sièges |
| Tête de liste | Tête de liste | Parti(s) | Nuance | Voix         | %            | Voix        | %           | CM     | CC     |
| ------------- | ------------- | -------- | ------ | ------------ | ------------ | ----------- | ----------- | ------ | ------ |

### Chaumontel
- Maire sortant : Sylvain Saragosa (REC)
- 23 sièges à pourvoir au conseil municipal (population légale 2022 : 3 340 habitants)
- 4 sièges à pourvoir au conseil communautaire (CC Carnel Pays-de-France)

| Tête de liste | Tête de liste | Parti(s) | Nuance | Premier tour | Premier tour | Second tour | Second tour | Sièges | Sièges |
| Tête de liste | Tête de liste | Parti(s) | Nuance | Voix         | %            | Voix        | %           | CM     | CC     |
| ------------- | ------------- | -------- | ------ | ------------ | ------------ | ----------- | ----------- | ------ | ------ |

### Cormeilles-en-Parisis
- Maire sortant : Yannick Boëdec (LR-SL)
- 35 sièges à pourvoir au conseil municipal (population légale 2022 : 27 086 habitants)
- 7 sièges à pourvoir au conseil communautaire (CA Val Parisis)

| Tête de liste | Tête de liste | Parti(s) | Nuance | Premier tour | Premier tour | Second tour | Second tour | Sièges | Sièges |
| Tête de liste | Tête de liste | Parti(s) | Nuance | Voix         | %            | Voix        | %           | CM     | CC     |
| ------------- | ------------- | -------- | ------ | ------------ | ------------ | ----------- | ----------- | ------ | ------ |

### Courdimanche
- Maire sortante : Sophie Matharan (DVG)
- 29 sièges à pourvoir au conseil municipal (population légale 2022 : 7 111 habitants)
- 2 sièges à pourvoir au conseil communautaire (CA de Cergy-Pontoise)

| Tête de liste | Tête de liste | Parti(s) | Nuance | Premier tour | Premier tour | Second tour | Second tour | Sièges | Sièges |
| Tête de liste | Tête de liste | Parti(s) | Nuance | Voix         | %            | Voix        | %           | CM     | CC     |
| ------------- | ------------- | -------- | ------ | ------------ | ------------ | ----------- | ----------- | ------ | ------ |

### Deuil-la-Barre
- Maire sortante : Muriel Scolan (UDI)
- 35 sièges à pourvoir au conseil municipal (population légale 2022 : 22 903 habitants)
- 7 sièges à pourvoir au conseil communautaire (CA Plaine Vallée)

| Tête de liste | Tête de liste | Parti(s) | Nuance | Premier tour | Premier tour | Second tour | Second tour | Sièges | Sièges |
| Tête de liste | Tête de liste | Parti(s) | Nuance | Voix         | %            | Voix        | %           | CM     | CC     |
| ------------- | ------------- | -------- | ------ | ------------ | ------------ | ----------- | ----------- | ------ | ------ |

### Domont
- Maire sortant : Frédéric Bourdin (DVD)
- 33 sièges à pourvoir au conseil municipal (population légale 2022 : 16 075 habitants)
- 5 sièges à pourvoir au conseil communautaire (CA Plaine Vallée)

| Tête de liste | Tête de liste | Parti(s) | Nuance | Premier tour | Premier tour | Second tour | Second tour | Sièges | Sièges |
| Tête de liste | Tête de liste | Parti(s) | Nuance | Voix         | %            | Voix        | %           | CM     | CC     |
| ------------- | ------------- | -------- | ------ | ------------ | ------------ | ----------- | ----------- | ------ | ------ |

### Eaubonne
- Maire sortante : Marie-José Beaulande (PS)
- 35 sièges à pourvoir au conseil municipal (population légale 2022 : 25 934 habitants)
- 8 sièges à pourvoir au conseil communautaire (CA Val Parisis)

| Tête de liste | Tête de liste | Parti(s) | Nuance | Premier tour | Premier tour | Second tour | Second tour | Sièges | Sièges |
| Tête de liste | Tête de liste | Parti(s) | Nuance | Voix         | %            | Voix        | %           | CM     | CC     |
| ------------- | ------------- | -------- | ------ | ------------ | ------------ | ----------- | ----------- | ------ | ------ |

### Écouen
- Maire sortante : Catherine Delprat (PS)
- 29 sièges à pourvoir au conseil municipal (population légale 2022 : 7 173 habitants)
- 2 sièges à pourvoir au conseil communautaire (CA Roissy Pays de France)

| Tête de liste | Tête de liste | Parti(s) | Nuance | Premier tour | Premier tour | Second tour | Second tour | Sièges | Sièges |
| Tête de liste | Tête de liste | Parti(s) | Nuance | Voix         | %            | Voix        | %           | CM     | CC     |
| ------------- | ------------- | -------- | ------ | ------------ | ------------ | ----------- | ----------- | ------ | ------ |

### Enghien-les-Bains
- Maire sortant : Philippe Sueur (DVD)
- 33 sièges à pourvoir au conseil municipal (population légale 2022 : 11 594 habitants)
- 4 sièges à pourvoir au conseil communautaire (CA Plaine Vallée)

| Tête de liste | Tête de liste | Parti(s) | Nuance | Premier tour | Premier tour | Second tour | Second tour | Sièges | Sièges |
| Tête de liste | Tête de liste | Parti(s) | Nuance | Voix         | %            | Voix        | %           | CM     | CC     |
| ------------- | ------------- | -------- | ------ | ------------ | ------------ | ----------- | ----------- | ------ | ------ |

### Éragny
- Maire sortant : Thibault Humbert (LR-SL)
- 33 sièges à pourvoir au conseil municipal (population légale 2022 : 18 723 habitants)
- 5 sièges à pourvoir au conseil communautaire (CA de Cergy-Pontoise)

| Tête de liste | Tête de liste | Parti(s) | Nuance | Premier tour | Premier tour | Second tour | Second tour | Sièges | Sièges |
| Tête de liste | Tête de liste | Parti(s) | Nuance | Voix         | %            | Voix        | %           | CM     | CC     |
| ------------- | ------------- | -------- | ------ | ------------ | ------------ | ----------- | ----------- | ------ | ------ |

### Ermont
- Maire sortant : Xavier Haquin (LR)
- 35 sièges à pourvoir au conseil municipal (population légale 2022 : 29 189 habitants)
- 9 sièges à pourvoir au conseil communautaire (CA Val Parisis)

| Tête de liste | Tête de liste | Parti(s) | Nuance | Premier tour | Premier tour | Second tour | Second tour | Sièges | Sièges |
| Tête de liste | Tête de liste | Parti(s) | Nuance | Voix         | %            | Voix        | %           | CM     | CC     |
| ------------- | ------------- | -------- | ------ | ------------ | ------------ | ----------- | ----------- | ------ | ------ |

### Ézanville
- Maire sortant : Éric Battaglia (DVD)
- 29 sièges à pourvoir au conseil municipal (population légale 2022 : 9 789 habitants)
- 3 sièges à pourvoir au conseil communautaire (CA Plaine Vallée)

| Tête de liste | Tête de liste | Parti(s) | Nuance | Premier tour | Premier tour | Second tour | Second tour | Sièges | Sièges |
| Tête de liste | Tête de liste | Parti(s) | Nuance | Voix         | %            | Voix        | %           | CM     | CC     |
| ------------- | ------------- | -------- | ------ | ------------ | ------------ | ----------- | ----------- | ------ | ------ |

### Fosses
- Maire sortante : Jacqueline Haesinger (PCF)
- 33 sièges à pourvoir au conseil municipal (population légale 2022 : 10 249 habitants)
- 2 sièges à pourvoir au conseil communautaire (CA Roissy Pays de France)

| Tête de liste | Tête de liste | Parti(s) | Nuance | Premier tour | Premier tour | Second tour | Second tour | Sièges | Sièges |
| Tête de liste | Tête de liste | Parti(s) | Nuance | Voix         | %            | Voix        | %           | CM     | CC     |
| ------------- | ------------- | -------- | ------ | ------------ | ------------ | ----------- | ----------- | ------ | ------ |

### Franconville
- Maire sortant :Xavier Melki  (LR)
- 39 sièges à pourvoir au conseil municipal (population légale 2022 : 38 024 habitants)
- 11 sièges à pourvoir au conseil communautaire (CA Val Parisis)

| Tête de liste | Tête de liste | Parti(s) | Nuance | Premier tour | Premier tour | Second tour | Second tour | Sièges | Sièges |
| Tête de liste | Tête de liste | Parti(s) | Nuance | Voix         | %            | Voix        | %           | CM     | CC     |
| ------------- | ------------- | -------- | ------ | ------------ | ------------ | ----------- | ----------- | ------ | ------ |

### Frépillon
- Maire sortante : Patricia Zeiss (DVD)
- 23 sièges à pourvoir au conseil municipal (population légale 2022 : 3 327 habitants)
- 1 siège à pourvoir au conseil communautaire (CA Val Parisis)

| Tête de liste | Tête de liste | Parti(s) | Nuance | Premier tour | Premier tour | Second tour | Second tour | Sièges | Sièges |
| Tête de liste | Tête de liste | Parti(s) | Nuance | Voix         | %            | Voix        | %           | CM     | CC     |
| ------------- | ------------- | -------- | ------ | ------------ | ------------ | ----------- | ----------- | ------ | ------ |

### La Frette-sur-Seine
- Maire sortant : Philippe Audebert (DVD)
- 27 sièges à pourvoir au conseil municipal (population légale 2022 : 4 587 habitants)
- 2 sièges à pourvoir au conseil communautaire (CA Val Parisis)

| Tête de liste | Tête de liste | Parti(s) | Nuance | Premier tour | Premier tour | Second tour | Second tour | Sièges | Sièges |
| Tête de liste | Tête de liste | Parti(s) | Nuance | Voix         | %            | Voix        | %           | CM     | CC     |
| ------------- | ------------- | -------- | ------ | ------------ | ------------ | ----------- | ----------- | ------ | ------ |

### Garges-lès-Gonesse
- Maire sortant : Benoit Jimenez (UDI)
- 43 sièges à pourvoir au conseil municipal (population légale 2022 : 42 388 habitants)
- 11 sièges à pourvoir au conseil communautaire (CA Roissy Pays de France)

| Tête de liste | Tête de liste | Parti(s) | Nuance | Premier tour | Premier tour | Second tour | Second tour | Sièges | Sièges |
| Tête de liste | Tête de liste | Parti(s) | Nuance | Voix         | %            | Voix        | %           | CM     | CC     |
| ------------- | ------------- | -------- | ------ | ------------ | ------------ | ----------- | ----------- | ------ | ------ |

### Gonesse
- Maire sortant : Jean-Pierre Blazy (PS)
- 35 sièges à pourvoir au conseil municipal (population légale 2022 : 26 959 habitants)
- 7 sièges à pourvoir au conseil communautaire (CA Roissy Pays de France)

| Tête de liste | Tête de liste | Parti(s) | Nuance | Premier tour | Premier tour | Second tour | Second tour | Sièges | Sièges |
| Tête de liste | Tête de liste | Parti(s) | Nuance | Voix         | %            | Voix        | %           | CM     | CC     |
| ------------- | ------------- | -------- | ------ | ------------ | ------------ | ----------- | ----------- | ------ | ------ |

### Goussainville
- Maire sortant : Abdelaziz Hamida (SE)
- 39 sièges à pourvoir au conseil municipal (population légale 2022 : 30 952 habitants)
- 8 sièges à pourvoir au conseil communautaire (CA Roissy Pays de France)

| Tête de liste | Tête de liste | Parti(s) | Nuance | Premier tour | Premier tour | Second tour | Second tour | Sièges | Sièges |
| Tête de liste | Tête de liste | Parti(s) | Nuance | Voix         | %            | Voix        | %           | CM     | CC     |
| ------------- | ------------- | -------- | ------ | ------------ | ------------ | ----------- | ----------- | ------ | ------ |

### Groslay
- Maire sortant : Patrick Cancouët (DVD)
- 29 sièges à pourvoir au conseil municipal (population légale 2022 : 8 378 habitants)
- 3 sièges à pourvoir au conseil communautaire (CA Plaine Vallée)

| Tête de liste            | Parti(s)         | Nuance | Premier tour | Premier tour | Second tour | Second tour | Sièges | Sièges |   |
| Tête de liste            | Parti(s)         | Nuance | Voix         | %            | Voix        | %           | CM     | CC     |   |
| ------------------------ | ---------------- | ------ | ------------ | ------------ | ----------- | ----------- | ------ | ------ | - |
|                          | Sergio Albarello | SE     |              |              |             |             |        |        |   |
|                          |                  |        |              |              |             |             |        |        |   |
| Exprimés                 |                  |        |              |              |             |             |        |        |   |
| Votes blancs             |                  |        |              |              |             |             |        |        |   |
| Votes nuls               |                  |        |              |              |             |             |        |        |   |
| Total                    | Total            | Total  | Total        |              | 100         |             | 100    | 29     | 3 |
| Absentions               |                  |        |              |              |             |             |        |        |   |
| Inscrits / participation |                  |        |              |              |             |             |        |        |   |

### Herblay-sur-Seine
- Maire sortant : Philippe Rouleau (LR)
- 39 sièges à pourvoir au conseil municipal (population légale 2022 : 31 818 habitants)
- 9 sièges à pourvoir au conseil communautaire (CA Val Parisis)

| Tête de liste | Tête de liste | Parti(s) | Nuance | Premier tour | Premier tour | Second tour | Second tour | Sièges | Sièges |
| Tête de liste | Tête de liste | Parti(s) | Nuance | Voix         | %            | Voix        | %           | CM     | CC     |
| ------------- | ------------- | -------- | ------ | ------------ | ------------ | ----------- | ----------- | ------ | ------ |

### L'Isle-Adam
- Maire sortant : Sébastien Poniatowski (LR)
- 33 sièges à pourvoir au conseil municipal (population légale 2022 : 12 302 habitants)
- 12 sièges à pourvoir au conseil communautaire (CC de la Vallée de l'Oise et des Trois Forêts)

| Tête de liste | Tête de liste | Parti(s) | Nuance | Premier tour | Premier tour | Second tour | Second tour | Sièges | Sièges |
| Tête de liste | Tête de liste | Parti(s) | Nuance | Voix         | %            | Voix        | %           | CM     | CC     |
| ------------- | ------------- | -------- | ------ | ------------ | ------------ | ----------- | ----------- | ------ | ------ |

### Jouy-le-Moutier
- Maire sortant : Hervé Florczak (DVG)
- 33 sièges à pourvoir au conseil municipal (population légale 2022 : 17 411 habitants)
- 5 sièges à pourvoir au conseil communautaire (CA de Cergy-Pontoise)

| Tête de liste | Tête de liste | Parti(s) | Nuance | Premier tour | Premier tour | Second tour | Second tour | Sièges | Sièges |
| Tête de liste | Tête de liste | Parti(s) | Nuance | Voix         | %            | Voix        | %           | CM     | CC     |
| ------------- | ------------- | -------- | ------ | ------------ | ------------ | ----------- | ----------- | ------ | ------ |

### Louvres
- Maire sortant : Eddy Thoreau (DVG)
- 33 sièges à pourvoir au conseil municipal (population légale 2022 : 12 226 habitants)
- 2 sièges à pourvoir au conseil communautaire (CA Roissy Pays de France)

| Tête de liste | Tête de liste | Parti(s) | Nuance | Premier tour | Premier tour | Second tour | Second tour | Sièges | Sièges |
| Tête de liste | Tête de liste | Parti(s) | Nuance | Voix         | %            | Voix        | %           | CM     | CC     |
| ------------- | ------------- | -------- | ------ | ------------ | ------------ | ----------- | ----------- | ------ | ------ |

### Luzarches
- Maire sortant : Michel Mansoux (DVD)
- 27 sièges à pourvoir au conseil municipal (population légale 2022 : 4 909 habitants)
- 6 sièges à pourvoir au conseil communautaire (CC Carnelle Pays-de-France)

| Tête de liste | Tête de liste | Parti(s) | Nuance | Premier tour | Premier tour | Second tour | Second tour | Sièges | Sièges |
| Tête de liste | Tête de liste | Parti(s) | Nuance | Voix         | %            | Voix        | %           | CM     | CC     |
| ------------- | ------------- | -------- | ------ | ------------ | ------------ | ----------- | ----------- | ------ | ------ |

### Magny-en-Vexin
- Maire sortant : Luc Puech d'Alissac (DVD)
- 29 sièges à pourvoir au conseil municipal (population légale 2022 : 5 755 habitants)
- 14 sièges à pourvoir au conseil communautaire (CC Vexin - Val de Seine)

| Tête de liste | Tête de liste | Parti(s) | Nuance | Premier tour | Premier tour | Second tour | Second tour | Sièges | Sièges |
| Tête de liste | Tête de liste | Parti(s) | Nuance | Voix         | %            | Voix        | %           | CM     | CC     |
| ------------- | ------------- | -------- | ------ | ------------ | ------------ | ----------- | ----------- | ------ | ------ |

### Marines
- Maire sortante : Nadine Ninot (DVG)
- 27 sièges à pourvoir au conseil municipal (population légale 2022 : 3 508 habitants)
- 7 sièges à pourvoir au conseil communautaire (CC Vexin Centre)

| Tête de liste | Tête de liste | Parti(s) | Nuance | Premier tour | Premier tour | Second tour | Second tour | Sièges | Sièges |
| Tête de liste | Tête de liste | Parti(s) | Nuance | Voix         | %            | Voix        | %           | CM     | CC     |
| ------------- | ------------- | -------- | ------ | ------------ | ------------ | ----------- | ----------- | ------ | ------ |

### Marly-la-Ville
- Maire sortant : André Specq (PCF)
- 29 sièges à pourvoir au conseil municipal (population légale 2022 : 5 852 habitants)
- 1 siège à pourvoir au conseil communautaire (CA Roissy Pays de France)

| Tête de liste | Tête de liste | Parti(s) | Nuance | Premier tour | Premier tour | Second tour | Second tour | Sièges | Sièges |
| Tête de liste | Tête de liste | Parti(s) | Nuance | Voix         | %            | Voix        | %           | CM     | CC     |
| ------------- | ------------- | -------- | ------ | ------------ | ------------ | ----------- | ----------- | ------ | ------ |

### Menucourt
- Maire sortant : Éric Proffit-Brulfert (DVG)
- 29 sièges à pourvoir au conseil municipal (population légale 2022 : 6 189 habitants)
- 2 sièges à pourvoir au conseil communautaire (CA de Cergy-Pontoise)

| Tête de liste | Tête de liste | Parti(s) | Nuance | Premier tour | Premier tour | Second tour | Second tour | Sièges | Sièges |
| Tête de liste | Tête de liste | Parti(s) | Nuance | Voix         | %            | Voix        | %           | CM     | CC     |
| ------------- | ------------- | -------- | ------ | ------------ | ------------ | ----------- | ----------- | ------ | ------ |

### Mériel
- Maire sortant : Jérôme François (SE)
- 29 sièges à pourvoir au conseil municipal (population légale 2022 : 5 337 habitants)
- 5 sièges à pourvoir au conseil communautaire (CC de la Vallée de l'Oise et des Trois Forêts)

| Tête de liste | Tête de liste | Parti(s) | Nuance | Premier tour | Premier tour | Second tour | Second tour | Sièges | Sièges |
| Tête de liste | Tête de liste | Parti(s) | Nuance | Voix         | %            | Voix        | %           | CM     | CC     |
| ------------- | ------------- | -------- | ------ | ------------ | ------------ | ----------- | ----------- | ------ | ------ |

### Méry-sur-Oise
- Maire sortant : Pierre-Édouard Éon (LR)
- 33 sièges à pourvoir au conseil municipal (population légale 2022 : 10 015 habitants)
- 10 sièges à pourvoir au conseil communautaire (CC de la Vallée de l'Oise et des Trois Forêts)

| Tête de liste | Tête de liste | Parti(s) | Nuance | Premier tour | Premier tour | Second tour | Second tour | Sièges | Sièges |
| Tête de liste | Tête de liste | Parti(s) | Nuance | Voix         | %            | Voix        | %           | CM     | CC     |
| ------------- | ------------- | -------- | ------ | ------------ | ------------ | ----------- | ----------- | ------ | ------ |

### Montigny-lès-Cormeilles
- Maire sortant : Miloud Goual (DVG)
- 35 sièges à pourvoir au conseil municipal (population légale 2022 : 22 390 habitants)
- 7 sièges à pourvoir au conseil communautaire (CA Val Parisis)

| Tête de liste | Tête de liste | Parti(s) | Nuance | Premier tour | Premier tour | Second tour | Second tour | Sièges | Sièges |
| Tête de liste | Tête de liste | Parti(s) | Nuance | Voix         | %            | Voix        | %           | CM     | CC     |
| ------------- | ------------- | -------- | ------ | ------------ | ------------ | ----------- | ----------- | ------ | ------ |

### Montmagny
- Maire sortant : Patrick Floquet (LR)
- 33 sièges à pourvoir au conseil municipal (population légale 2022 : 14 632 habitants)
- 4 sièges à pourvoir au conseil communautaire (CA Plaine Vallée)

| Tête de liste | Tête de liste | Parti(s) | Nuance | Premier tour | Premier tour | Second tour | Second tour | Sièges | Sièges |
| Tête de liste | Tête de liste | Parti(s) | Nuance | Voix         | %            | Voix        | %           | CM     | CC     |
| ------------- | ------------- | -------- | ------ | ------------ | ------------ | ----------- | ----------- | ------ | ------ |

### Montmorency
- Maire sortant : Maxime Thory (LR)
- 35 sièges à pourvoir au conseil municipal (population légale 2022 : 21 677 habitants)
- 7 sièges à pourvoir au conseil communautaire (CA Plaine Vallée)

| Tête de liste | Tête de liste | Parti(s) | Nuance | Premier tour | Premier tour | Second tour | Second tour | Sièges | Sièges |
| Tête de liste | Tête de liste | Parti(s) | Nuance | Voix         | %            | Voix        | %           | CM     | CC     |
| ------------- | ------------- | -------- | ------ | ------------ | ------------ | ----------- | ----------- | ------ | ------ |

### Montsoult
- Maire sortant : Silvio Biello (SE)
- 27 sièges à pourvoir au conseil municipal (population légale 2022 : 4 095 habitants)
- 4 sièges à pourvoir au conseil communautaire (CC Carnelle Pays-de-France)

| Tête de liste | Tête de liste | Parti(s) | Nuance | Premier tour | Premier tour | Second tour | Second tour | Sièges | Sièges |
| Tête de liste | Tête de liste | Parti(s) | Nuance | Voix         | %            | Voix        | %           | CM     | CC     |
| ------------- | ------------- | -------- | ------ | ------------ | ------------ | ----------- | ----------- | ------ | ------ |

### Osny
- Maire sortant : Jean-Michel Levesque (LR)
- 33 sièges à pourvoir au conseil municipal (population légale 2022 : 17 471 habitants)
- 5 sièges à pourvoir au conseil communautaire (CA de Cergy-Pontoise)

| Tête de liste | Tête de liste | Parti(s) | Nuance | Premier tour | Premier tour | Second tour | Second tour | Sièges | Sièges |
| Tête de liste | Tête de liste | Parti(s) | Nuance | Voix         | %            | Voix        | %           | CM     | CC     |
| ------------- | ------------- | -------- | ------ | ------------ | ------------ | ----------- | ----------- | ------ | ------ |

### Parmain
- Maire sortant : Loïc Taillanter (SE)
- 29 sièges à pourvoir au conseil municipal (population légale 2022 : 5 683 habitants)
- 6 sièges à pourvoir au conseil communautaire (CC de la Vallée de l'Oise et des Trois Forêts)

| Tête de liste | Tête de liste | Parti(s) | Nuance | Premier tour | Premier tour | Second tour | Second tour | Sièges | Sièges |
| Tête de liste | Tête de liste | Parti(s) | Nuance | Voix         | %            | Voix        | %           | CM     | CC     |
| ------------- | ------------- | -------- | ------ | ------------ | ------------ | ----------- | ----------- | ------ | ------ |

### Persan
- Maire sortant : Valentin Ratieuville (LR)
- 33 sièges à pourvoir au conseil municipal (population légale 2022 : 14 348 habitants)
- 13 sièges à pourvoir au conseil communautaire (CC du Haut Val-d'Oise)

| Tête de liste | Tête de liste | Parti(s) | Nuance | Premier tour | Premier tour | Second tour | Second tour | Sièges | Sièges |
| Tête de liste | Tête de liste | Parti(s) | Nuance | Voix         | %            | Voix        | %           | CM     | CC     |
| ------------- | ------------- | -------- | ------ | ------------ | ------------ | ----------- | ----------- | ------ | ------ |

### Pierrelaye
- Maire sortant : Michel Vallade (PCF), ne se représente pas[4].
- 33 sièges à pourvoir au conseil municipal (population légale 2022 : 10 230 habitants)
- 3 sièges à pourvoir au conseil communautaire (CA Val Parisis)

| Tête de liste            | Tête de liste | Parti(s)   | Nuance | Premier tour | Premier tour | Second tour | Second tour | Sièges | Sièges |
| Tête de liste            | Tête de liste | Parti(s)   | Nuance | Voix         | %            | Voix        | %           | CM     | CC     |
| ------------------------ | ------------- | ---------- | ------ | ------------ | ------------ | ----------- | ----------- | ------ | ------ |
|                          | Claude Cauet  | PCF-PS-LFI |        |              |              |             |             |        |        |
|                          | Eric Bosc     | LR         |        |              |              |             |             |        |        |
|                          |               |            |        |              |              |             |             |        |        |
| Exprimés                 |               |            |        |              |              |             |             |        |        |
| Votes blancs             |               |            |        |              |              |             |             |        |        |
| Votes nuls               |               |            |        |              |              |             |             |        |        |
| Total                    | Total         | Total      | Total  |              | 100          |             | 100         | 33     | 3      |
| Absentions               |               |            |        |              |              |             |             |        |        |
| Inscrits / participation |               |            |        |              |              |             |             |        |        |

### Le Plessis-Bouchard
- Maire sortant : Gérard Lambert-Motte (LR)
- 29 sièges à pourvoir au conseil municipal (population légale 2022 : 8 333 habitants)
- 3 sièges à pourvoir au conseil communautaire (CA Val Parisis)

| Tête de liste | Tête de liste | Parti(s) | Nuance | Premier tour | Premier tour | Second tour | Second tour | Sièges | Sièges |
| Tête de liste | Tête de liste | Parti(s) | Nuance | Voix         | %            | Voix        | %           | CM     | CC     |
| ------------- | ------------- | -------- | ------ | ------------ | ------------ | ----------- | ----------- | ------ | ------ |

### Pontoise
- Maire sortante : Stéphanie Von Euw (LR-SL)
- 39 sièges à pourvoir au conseil municipal (population légale 2022 : 31 623 habitants)
- 10 sièges à pourvoir au conseil communautaire (CA de Cergy-Pontoise)

| Tête de liste | Tête de liste | Parti(s) | Nuance | Premier tour | Premier tour | Second tour | Second tour | Sièges | Sièges |
| Tête de liste | Tête de liste | Parti(s) | Nuance | Voix         | %            | Voix        | %           | CM     | CC     |
| ------------- | ------------- | -------- | ------ | ------------ | ------------ | ----------- | ----------- | ------ | ------ |

### Presles
- Maire sortante : Céline Caudron (SE)
- 27 sièges à pourvoir au conseil municipal (population légale 2022 : 3 994 habitants)
- 4 sièges à pourvoir au conseil communautaire (CC de la Vallée de l'Oise et des Trois Forêts)

| Tête de liste | Tête de liste | Parti(s) | Nuance | Premier tour | Premier tour | Second tour | Second tour | Sièges | Sièges |
| Tête de liste | Tête de liste | Parti(s) | Nuance | Voix         | %            | Voix        | %           | CM     | CC     |
| ------------- | ------------- | -------- | ------ | ------------ | ------------ | ----------- | ----------- | ------ | ------ |

### Puiseux-en-France
- Maire sortant : Yves Murru (LR)
- 27 sièges à pourvoir au conseil municipal (population légale 2022 : 3 755 habitants)
- 1 siège à pourvoir au conseil communautaire (CA Roissy Pays de France)

| Tête de liste | Tête de liste | Parti(s) | Nuance | Premier tour | Premier tour | Second tour | Second tour | Sièges | Sièges |
| Tête de liste | Tête de liste | Parti(s) | Nuance | Voix         | %            | Voix        | %           | CM     | CC     |
| ------------- | ------------- | -------- | ------ | ------------ | ------------ | ----------- | ----------- | ------ | ------ |

### Saint-Brice-sous-Forêt
- Maire sortante : Virginie Prehoubert (DVG)
- 33 sièges à pourvoir au conseil municipal (population légale 2022 : 15 209 habitants)
- 5 sièges à pourvoir au conseil communautaire (CA Plaine Vallée)

| Tête de liste | Tête de liste | Parti(s) | Nuance | Premier tour | Premier tour | Second tour | Second tour | Sièges | Sièges |
| Tête de liste | Tête de liste | Parti(s) | Nuance | Voix         | %            | Voix        | %           | CM     | CC     |
| ------------- | ------------- | -------- | ------ | ------------ | ------------ | ----------- | ----------- | ------ | ------ |

### Saint-Gratien
- Maire sortant : Julien Bachard (LR)
- 35 sièges à pourvoir au conseil municipal (population légale 2022 : 21 297 habitants)
- 7 sièges à pourvoir au conseil communautaire (CA Plaine Vallée)

| Tête de liste | Tête de liste | Parti(s) | Nuance | Premier tour | Premier tour | Second tour | Second tour | Sièges | Sièges |
| Tête de liste | Tête de liste | Parti(s) | Nuance | Voix         | %            | Voix        | %           | CM     | CC     |
| ------------- | ------------- | -------- | ------ | ------------ | ------------ | ----------- | ----------- | ------ | ------ |

### Saint-Leu-la-Forêt
- Maire sortante : Sandra Billet (DVD)
- 33 sièges à pourvoir au conseil municipal (population légale 2022 : 16 047 habitants)
- 5 sièges à pourvoir au conseil communautaire (CA Val Parisis)

| Tête de liste            | Tête de liste     | Parti(s) | Nuance | Premier tour | Premier tour | Second tour | Second tour | Sièges | Sièges |
| Tête de liste            | Tête de liste     | Parti(s) | Nuance | Voix         | %            | Voix        | %           | CM     | CC     |
| ------------------------ | ----------------- | -------- | ------ | ------------ | ------------ | ----------- | ----------- | ------ | ------ |
|                          | Loïc Vidal        | G·s      |        |              |              |             |             |        |        |
|                          | Franck Bernard    | HOR      |        |              |              |             |             |        |        |
|                          | Sandra Billet,    | DVD      |        |              |              |             |             |        |        |
|                          | Sébastien Meurant | UDR      |        |              |              |             |             |        |        |
|                          |                   |          |        |              |              |             |             |        |        |
| Exprimés                 |                   |          |        |              |              |             |             |        |        |
| Votes blancs             |                   |          |        |              |              |             |             |        |        |
| Votes nuls               |                   |          |        |              |              |             |             |        |        |
| Total                    | Total             | Total    | Total  |              | 100          |             | 100         | 33     | 5      |
| Absentions               |                   |          |        |              |              |             |             |        |        |
| Inscrits / participation |                   |          |        |              |              |             |             |        |        |

### Saint-Ouen-l'Aumône
- Maire sortant : Laurent Linquette (PS)
- 35 sièges à pourvoir au conseil municipal (population légale 2022 : 25 614 habitants)
- 8 sièges à pourvoir au conseil communautaire (CA de Cergy-Pontoise)

| Tête de liste | Tête de liste | Parti(s) | Nuance | Premier tour | Premier tour | Second tour | Second tour | Sièges | Sièges |
| Tête de liste | Tête de liste | Parti(s) | Nuance | Voix         | %            | Voix        | %           | CM     | CC     |
| ------------- | ------------- | -------- | ------ | ------------ | ------------ | ----------- | ----------- | ------ | ------ |

### Saint-Prix
- Maire sortante : Céline Villecourt (LR)
- 29 sièges à pourvoir au conseil municipal (population légale 2022 : 7 588 habitants)
- 2 sièges à pourvoir au conseil communautaire (CA Plaine Vallée)

| Tête de liste | Tête de liste | Parti(s) | Nuance | Premier tour | Premier tour | Second tour | Second tour | Sièges | Sièges |
| Tête de liste | Tête de liste | Parti(s) | Nuance | Voix         | %            | Voix        | %           | CM     | CC     |
| ------------- | ------------- | -------- | ------ | ------------ | ------------ | ----------- | ----------- | ------ | ------ |

### Sannois
- Maire sortant : Bernard Jamet (DVD)
- 35 sièges à pourvoir au conseil municipal (population légale 2022 : 26 772 habitants)
- 9 sièges à pourvoir au conseil communautaire (CA Val Parisis)

| Tête de liste | Tête de liste | Parti(s) | Nuance | Premier tour | Premier tour | Second tour | Second tour | Sièges | Sièges |
| Tête de liste | Tête de liste | Parti(s) | Nuance | Voix         | %            | Voix        | %           | CM     | CC     |
| ------------- | ------------- | -------- | ------ | ------------ | ------------ | ----------- | ----------- | ------ | ------ |

### Sarcelles
- Maire sortant : Patrick Haddad (PS)
- 45 sièges à pourvoir au conseil municipal (population légale 2022 : 58 576 habitants)
- 16 sièges à pourvoir au conseil communautaire (CA Roissy Pays de France)

| Tête de liste | Tête de liste | Parti(s) | Nuance | Premier tour | Premier tour | Second tour | Second tour | Sièges | Sièges |
| Tête de liste | Tête de liste | Parti(s) | Nuance | Voix         | %            | Voix        | %           | CM     | CC     |
| ------------- | ------------- | -------- | ------ | ------------ | ------------ | ----------- | ----------- | ------ | ------ |

### Soisy-sous-Montmorency
- Maire sortant : Luc Strehaiano (LR)
- 33 sièges à pourvoir au conseil municipal (population légale 2022 : 18 068 habitants)
- 6 sièges à pourvoir au conseil communautaire (CA Plaine Vallée)

| Tête de liste | Tête de liste | Parti(s) | Nuance | Premier tour | Premier tour | Second tour | Second tour | Sièges | Sièges |
| Tête de liste | Tête de liste | Parti(s) | Nuance | Voix         | %            | Voix        | %           | CM     | CC     |
| ------------- | ------------- | -------- | ------ | ------------ | ------------ | ----------- | ----------- | ------ | ------ |

### Survilliers
- Maire sortante : Adeline Roldao (SE)
- 27 sièges à pourvoir au conseil municipal (population légale 2022 : 4 154 habitants)
- 1 siège à pourvoir au conseil communautaire (CA Roissy Pays de France)

| Tête de liste | Tête de liste | Parti(s) | Nuance | Premier tour | Premier tour | Second tour | Second tour | Sièges | Sièges |
| Tête de liste | Tête de liste | Parti(s) | Nuance | Voix         | %            | Voix        | %           | CM     | CC     |
| ------------- | ------------- | -------- | ------ | ------------ | ------------ | ----------- | ----------- | ------ | ------ |

### Taverny
- Maire sortante : Florence Portelli (LR-SL)
- 35 sièges à pourvoir au conseil municipal (population légale 2022 : 27 065 habitants)
- 8 siègeS à pourvoir au conseil communautaire (CA Val Parisis)

| Tête de liste | Tête de liste | Parti(s) | Nuance | Premier tour | Premier tour | Second tour | Second tour | Sièges | Sièges |
| Tête de liste | Tête de liste | Parti(s) | Nuance | Voix         | %            | Voix        | %           | CM     | CC     |
| ------------- | ------------- | -------- | ------ | ------------ | ------------ | ----------- | ----------- | ------ | ------ |

### Le Thillay
- Maire sortant : Patrice Gebauer (DVD)
- 27 sièges à pourvoir au conseil municipal (population légale 2022 : 4 575 habitants)
- 1 siège à pourvoir au conseil communautaire (CA Roissy Pays de France)

| Tête de liste | Tête de liste | Parti(s) | Nuance | Premier tour | Premier tour | Second tour | Second tour | Sièges | Sièges |
| Tête de liste | Tête de liste | Parti(s) | Nuance | Voix         | %            | Voix        | %           | CM     | CC     |
| ------------- | ------------- | -------- | ------ | ------------ | ------------ | ----------- | ----------- | ------ | ------ |

### Vauréal
- Maire sortant : Raphaël Lanteri (PS)
- 33 sièges à pourvoir au conseil municipal (population légale 2022 : 16 079 habitants)
- 5 sièges à pourvoir au conseil communautaire (CA de Cergy-Pontoise)

| Tête de liste | Tête de liste | Parti(s) | Nuance | Premier tour | Premier tour | Second tour | Second tour | Sièges | Sièges |
| Tête de liste | Tête de liste | Parti(s) | Nuance | Voix         | %            | Voix        | %           | CM     | CC     |
| ------------- | ------------- | -------- | ------ | ------------ | ------------ | ----------- | ----------- | ------ | ------ |

### Viarmes
- Maire sortant : Olivier Dupont (DVD)
- 29 sièges à pourvoir au conseil municipal (population légale 2022 : 5 509 habitants)
- 7 sièges à pourvoir au conseil communautaire (CC Carnelle Pays-de-France)

| Tête de liste | Tête de liste | Parti(s) | Nuance | Premier tour | Premier tour | Second tour | Second tour | Sièges | Sièges |
| Tête de liste | Tête de liste | Parti(s) | Nuance | Voix         | %            | Voix        | %           | CM     | CC     |
| ------------- | ------------- | -------- | ------ | ------------ | ------------ | ----------- | ----------- | ------ | ------ |

### Villiers-le-Bel
- Maire sortante : Djida Techtach (DVG)
- 35 sièges à pourvoir au conseil municipal (population légale 2022 : 29 238 habitants)
- 7 sièges à pourvoir au conseil communautaire (CA Roissy Pays de France)

| Tête de liste | Tête de liste | Parti(s) | Nuance | Premier tour | Premier tour | Second tour | Second tour | Sièges | Sièges |
| Tête de liste | Tête de liste | Parti(s) | Nuance | Voix         | %            | Voix        | %           | CM     | CC     |
| ------------- | ------------- | -------- | ------ | ------------ | ------------ | ----------- | ----------- | ------ | ------ |